# München Mord: Die indische Methode
Die indische Methode ist ein deutscher Fernsehfilm von Regisseur Matthias Kiefersauer nach einem Drehbuch von Marcus Mittermeier aus dem Jahr 2024. Es handelt sich um die 19. Folge der Kriminalfilmreihe München Mord mit Bernadette Heerwagen, Alexander Held und Marcus Mittermeier in den Hauptrollen.

## Handlung
Am von Direktorin Hänsler geleiteten Hedwig-Internat, einem Elite-Mädcheninternat, wird die Schülerin Kim Reisinger ermordet auf dem Schulgelände von Hausmeister Küsbert aufgefunden, wobei der Fundort nicht der Tatort war. Das aus einfachen Verhältnissen stammende Mädchen war neben ihrer Freundin Lydia Hermann eine der wenigen Schülerinnen, die aufgrund ihrer Begabung mit einem Stipendium im Sport-Internat aufgenommen wurden.
Zu den Schülerinnen zählt auch Caro Bilfinger, die Tochter von Staatssekretär Sigi Bilfinger. Der fordert von Helmut Zangel für die Ermittlungen eine Frauenquote, Zangel übergibt an die kranke Flierl und Neuhauser, während Schaller laut Neuhauser auf Sommerurlaub in Indien zur Erlernung einer neuen Methode weilen soll. Er taucht allerdings am Tatort ebenfalls auf und war tatsächlich im Fichtelgebirge bei Guru Rhanver Khumar, einem Experten für Atmung und Transvision.
Laut Obduktion wurde das Opfer mit großem Kraftaufwand erwürgt, Gerichtsmediziner Dr. Laicher vermutet einen Mann als Täter. Die Ermittler verdächtigen Hausmeister Küsbert, der 1998 ein Mathematikstudium abgeschlossen hatte und kein Alibi hat. Zuvor war er Lehrer für Mathematik in Landshut, hatte den Stress aber nicht mehr ausgehalten. Sportlehrer Dr. Roth sitzt seit einem Unfall beim Kitesurfen vor vier Jahren im Rollstuhl und wird daher von Neuhauser als Täter ausgeschlossen. Hänsler hatte damals eine Rückkehr von Roth in seinem Job ausgeschlossen, er hatte sie daraufhin verklagt. Ben Wiedemann ist der Pflegeassistent von Dr. Roth.
Kim wurde eine Affäre mit Roth nachgesagt, laut ihrer Mutter hatte und wollte sie aber keinen Freund, sondern nach ihrem Abitur Ärztin werden. Roth war nicht nur Kims Sport-, sondern auch ihr Mathelehrer. Kim wäre in Mathematik fast durchgefallen, durch Roths Einsatz haben sich ihre Leistungen stark verbessert. In Kims Zimmer finden die Ermittler einen größeren Geldbetrag. Roth gesteht, Kim einmal geküsst zu haben. Kim hatte ihn deswegen erpresst.
Küsbert ist wegen schwerer Körperverletzung vorbestraft, in einem Zivilverfahren wurde er zur Zahlung von Schmerzensgeld in der Höhe von 95.000 Euro verurteilt. Laut Urteil soll er eine Frau eine Treppe hinuntergestoßen haben, Küsbert bestreitet das, laut ihm sei sie gestolpert. Hänsler hatte ihm versprochen, ihn nach Löschung der Vorstrafe wieder als Lehrer einzustellen, allerdings hatte sich Roth in seinen Job zurückgeklagt.
Caro hatte mit der ermordeten Kim immer wieder Streit, sie war neidisch, weil Kim zu den begabtesten Volleyballspielerinnen zählte. Weil Caro sich mit den Ermittlern nicht koorporativ zeigt, wird sie vorübergehend festgenommen. Nach einer Beschwerde von ihrem Vater bei Zangel entzieht dieser dem Trio den Fall. Caro behauptet, den Täter zu kennen, will diesen aber nicht nennen. Die Jacke von Kim wird in der Turnhalle gefunden.
In der Folge wendet Schaller seine neu erlernte „indische Methode“ an, bei der er sich von Neuhauser mittels Sauerstoffmangel durch Strangulation in eine sehende Trance versetzen lässt, aus der er mehrere Tage nicht erwacht. Nachdem Caro Neuhauser mit dem Auto anfährt, bietet er ihr an, den Unfall auf sich zu nehmen, sofern sie ihm den Täter nennt. Laut Caro war Kim in einer Beziehung mit Lydia. Während Neuhauser eine Beziehungstat vermutet, verdächtigt Flierl Küsbert, weil dieser Raucher ist und Kim Rauch am Hals hatte.
Nachdem Schaller wieder zu sich kommt, gibt er an zu wissen, dass Ben Wiedemann der Täter war, er hatte ihn in seiner Transvision gesehen. Ben soll von der Erpressung gewusst haben, in Kims Zimmer habe er kein Geld gefunden, es kam zum Kampf zwischen Ben und Kim. Laut Ben war sie aber nach ihrem Kampf nur bewusstlos und wurde erst später in der Turnhalle erwürgt. Lydia gesteht, Kim ermordet zu haben, weil Kim nach dem Abitur ohne sie mit Roths Geld nach Rumänien zum Studium wollte.

## Produktion und Veröffentlichung
Die Dreharbeiten fanden vom 22. Juli bis zum 22. August 2023 in München und Umgebung statt. Zuvor entstand ab dem 20. Juni 2023 die 20. Folge Nix für Angsthasen. Für die Dreharbeiten wurde im Pater-Rupert-Mayer-Gymnasium Pullach eine fiktive Gedenkstätte eingerichtet. Produziert wurde der Film von der TV60Filmproduktion (Produzent Sven Burgemeister) im Auftrag des ZDF.
Hauptdarsteller Marcus Mittermeier lieferte erstmals auch ein Drehbuch für die ZDF-Krimireihe. Die Kamera führte Nathalie Wiedemann und die Montage verantworteten Manuel Reidinger und Ernst Lattik. Das Kostümbild gestaltete Theresia Wogh, das Szenenbild Michael Björn Köning, den Ton Rainer Plabst und das Maskenbild Judith Müller und Martine Flener.
In der ZDFmediathek wurde der Film am 7. Dezember 2024 veröffentlicht, die Erstausstrahlung im ZDF erfolgte am 14. Dezember 2024 und wurde von 6,30 Mio. Zuschauern gesehen.

## Rezeption

### Kritiken
Rainer Tittelbach vergab auf tittelbach.tv vier von sechs Sternen. Während der Krimi lange als unaufgeregt inszenierter Whodunit ohne außergewöhnliche Vorkommnisse daherkomme und erst im Schlussdrittel aufdrehe, seien es einmal mehr die Zwischentöne in der Kommunikation, die über 90 Minuten erfreuten.
Oliver Armknecht bewertete den Film auf film-rezensionen.de mit vier von zehn Punkten. Viel Humor gebe es nicht, der Krimi überzeuge auch nicht wirklich. Die gesellschaftlichen Aspekte würden kaum verfolgt.

### Quote
Die Erstausstrahlung am 14. Dezember 2024 im ZDF erreichte 6,30 Millionen Zuschauer bei einem Marktanteil von 26,5 Prozent.